# Municipio de Rome (Minnesota)
El municipio de Rome (en inglés: Rome Township) es un municipio ubicado en el condado de Faribault en el estado estadounidense de Minnesota. En el año 2010 tenía una población de 143 habitantes y una densidad poblacional de 1,55 personas por km².

## Geografía
El municipio de Rome se encuentra ubicado en las coordenadas 43°32′13″N 93°57′24″O / 43.53694, -93.95667. Según la Oficina del Censo de los Estados Unidos, el municipio tiene una superficie total de 92.54 km², de la cual 92,54 km² corresponden a tierra firme y (0 %) 0 km² es agua.

## Demografía
Según el censo de 2010, había 143 personas residiendo en el municipio de Rome. La densidad de población era de 1,55 hab./km². De los 143 habitantes, el municipio de Rome estaba compuesto por el 98,6 % blancos, el 0,7 % eran de otras razas y el 0,7 % eran de una mezcla de razas. Del total de la población el 0,7 % eran hispanos o latinos de cualquier raza.